# Chelignathus kochii
Chelignathus kochii är en spindeldjursart som beskrevs av Menge 1854. Chelignathus kochii ingår i släktet Chelignathus och familjen Tridenchthoniidae. Inga underarter finns listade i Catalogue of Life.